# Sistema de alerta de proximidade ao solo
O Sistema de alerta de proximidade ao solo (ground proximity warning system, ou GPWS), é um sistema para alertar pilotos sobre a proximidade da aeronave ao solo em uma situação de perigo, algum obstáculo e/ou na aproximação final.

A Administração Federal de Aviação estadunidense define o GPWS como:
Pode, ainda, ser designado por GCWS (ground-collision warning system, ou sistema de alerta de colisão com o solo). Sistemas mais avançados, introduzidos em 1996, são conhecidos como sistemas de alerta de proximidade ao solo melhorados (EGPWS).

## Histórico
Don Bateman, um engenheiro canadense inventou e desenvolveu o GPWS nos anos 60, após vários acidentes em voos controlados terem causado centenas de vítimas.
Antes do surgimento deste sistema, por ano aconteciam cerca de 3,5 acidentes em voos controlados. No início da anos 70, este número desceu para dois acidentes por ano. A partir de 1974, a FAA, exigiu que todas as grandes aeronaves fossem equipadas com o GPWS, o que levou ao fim dos acidentes dos voos controlados, nos EUA. Desde 2000, a exigência da presença deste sistema chegou às aeronaves de menor porte, sendo vigente às aeronaves fabricadas após 29 de março de 2002.
A Organização da Aviação Civil Internacional (ICAO), recomendou a implementação do GPWS em 1979.

## Aviação comercial

A Administração Federal de Aviação estadunidense têm especificações detalhadas para quando certos alertas devem soar na cabine de pilotagem.

O sistema monitoriza a distância da aeronave ao solo, tal como indicado pelo altímetro, enquanto um computador vai controlando aquelas indicações. Essas leituras são analisadas, nomeadamente a tendência (rate, em inglês, ou taxa, em português), que a aeronave está seguindo (a subir/descer, e qual o ângulo e velocidade dessa tendência), e os pilotos são alertados, visual e auditivamente, conforme as configurações de voo programadas (modes). Esses modos são:
- Taxa de descida excessiva. Aviso: Pull up/Sink rate
- Taxa de excessiva de proximidade do solo. Aviso: Terrain/Pull up
- Perda de altitude após a Decolagem. Aviso: Don't sink
- Configuração insegura da aeronave dada a proximidade do solo. Aviso: Too low/Terrain - Too low/Gear - Too low/Flaps
- Desvio excessivo abaixo do ILS. Aviso: Glideslope
- Protecção de ângulo de viragem excessivo. Aviso: Bank angle
- Protecção contra Cisalhamento do vento. Aviso: Windshear
- Desaceleração da aeronave próxima ao solo. Aviso: Retard

## Incidentes

Um diagrama mostrando as trajetórias de duas aeronaves, a menor destas acionaria o GPWS

Em operações de aviação comercial, existem procedimentos legalmente necessários a serem cumpridos após o acionamento de um alerta GPWS/EGPWS. Ambos os pilotos devem agir adequadamente após o acionamento do alerta. Em 2007 na Indonésia o capitão do Voo Garuda Indonesia 200 foi processado por homicídio culposo por não seguir tais procedimentos.
Paralelamente, em 2015, o voo Air France 953 (com uma Boeing 777-200ER) não caiu no solo, pois o EGPWS detectou o Monte Camarões no trajeto da aeronave. O piloto voando reagiu imediatamente ao alerta inicial do EGPWS.